# معتز عكاشة
معتز عكاشة (مواليد 14 فبراير 1990) هو لاعب كرة سلة مصري يلعب في نادي الجزيرة، ساهم مع منتخب مصر في الحصول على الميدالة الذهبية في البطولة العربية 2017.